# 柳瀬志郎
柳瀬 志郎（やなせ しろう、1930年2月16日 - 2021年1月4日）は、日本の映画俳優。群馬県出身。旧芸名は萩志郎。

## 来歴・人物
日活ニューフェイス第2期生としてデビュー。
石原裕次郎の出世作「嵐を呼ぶ男」で競演し、その洒脱な演技が注目された。1962年の「男と男の生きる街」では、脇役ながら渋い演技を見せた。この作品は、平成時代のヒットドラマ「僕と彼女の生きる道」に色濃く反映されている。
2021年1月4日死去。90歳没。

## 主な出演作品
- 地底の歌 (1956年、日活)
- 嵐を呼ぶ男 (1957年、日活)
- 俺は待ってるぜ (1957年、日活)
- 風速40米 (1958年、日活)
- 美しい庵主さん (1958年)
- 錆びたナイフ (1958年、日活)
- 完全な遊戯 (1958年、日活)
- 鉄火場の風（1960年、日活）
- 霧笛が俺を呼んでいる（1960年、日活）
- 拳銃無頼帖 電光石火の男 (1960年、日活)
- すべてが狂ってる  (1960年、日活)
- 東京騎士隊 (1961年)
- 上を向いて歩こう
- 花と竜（1962年、日活）
- 関東無宿（1963年、日活）
- 男の紋章（1963年、日活）
- アカシアの雨がやむとき（1963年、日活）
- 河内ぞろ 喧嘩軍鶏 (1964年、日活)
- 鉄火場破り（1964年、日活）
- 太陽西から昇る（1964年、日活）
- 俺たちの血が許さない（1964年、日活）
- 刺青一代（1965年、日活）
- 拳銃無頼帖 流れ者の群れ（1965年、日活）
- 闘牛に賭ける男 (1965年、日活)
- マカオの竜 (1965年、日活)
- 河内カルメン (1966年、日活)
- 二人の世界 (1966年、日活)
- 日本仁侠伝 血祭り喧嘩状 (1966年、日活)
- 東京市街戦 (1967年、日活)
- 黄金の野郎ども (1967年、日活)
- 七人の野獣（1967年、日活）
- 波止場の鷹 (1967年、日活)
- 忘れるものか (1968年、日活)
- 嵐の果し状 (1968年、日活)
- ザ・スパイダースの大進撃
- 代紋 男で死にたい  (1969年、日活)
- やくざ番外地  (1969年、日活)
- 女の警察　国際線待合室 (1970年、日活)
- 火曜日の女シリーズ / いとこ同志（1972年、NTV）
- 「水滸伝」 （1973年、NTV / 国際放映）